# David Kendall
David Kendall é um diretor, roteirista e produtor estadunidense. Ficou conhecido por trabalhar em Smart Guy, Hannah Montana, Zoey 101 iCarly, Ned's Declassified School Survival Guide, Big Time Rush,  Victorious, Imagination Movers, Melissa & Joey, entre outras.